# Dysderina potena
Dysderina potena là một loài nhện trong họ Oonopidae.
Loài này thuộc chi Dysderina. Dysderina potena được Arthur M. Chickering miêu tả năm 1968.